# Fritz Connert
Fritz Connert (* 28. Juni 1883 in Meschen; † 24. Oktober 1945 in Hermannstadt) war ein rumänischer Politiker der deutschen Minderheit.

## Leben
Connert studierte von 1903 bis 1906 Landwirtschaft und Volkswirtschaft an der Landwirtschaftlichen Hochschule Hohenheim, der Universität Halle a.S. und an der Landwirtschaftlichen Akademie in Ungarisch-Altenburg. Ab 1906 war Connert Lehrer an der Ackerbauschule in Marienburg bei Kronstadt, 1908 stieg er zu deren Direktor auf. 1911 wurde Connert Direktor der Molkereigenossenschaft in Kronstadt, und 1919 übernahm er die Leitung des Siebenbürgisch-sächsischen Landwirtschaftsvereins.
1917 wurde er im Rahmen einer Ersatzwahl als Abgeordneter des Bezirks Weidenbach (Komitat Kronstadt) in den ungarischen Reichstag gewählt. Nach dem Anschluss des Gebiets an Rumänien war er von 1919 bis 1937 Abgeordneter des rumänischen Parlaments für den Wahlkreis Zeiden bzw. das Komitat Kronstadt. Von 1937 bis 1939 War Connert dann Senator des Komitats Großkoeln und wurde 1938 in den Obersten Wirtschaftsrat Rumäniens berufen. Von 1939 bis 1940 war er vom König berufener Senator als Vertreter der Landwirtschaft.

## Schriften (Auswahl)
- Zur Frage der Agrarreform und ihrer Durchführung in Siebenbürgen. Drotleff, Hermannstadt 1926.
- Festrede zur 80jährigen Gründungsfeier des Sieb.-sächs. Landwirtschaftsvereine. Krafft, Hermannstadt 1926.
- Valorificarea productiunii animale. Bucureşti 1937.